# Kurbinovo
Kurbinovo (makedonska: Курбиново) är en ort i Nordmakedonien. Den ligger i kommunen Resen, i den sydvästra delen av landet, 120 kilometer söder om huvudstaden Skopje. Kurbinovo ligger 953 meter över havet och antalet invånare är 182.